# Emoia mokosariniveikau
Emoia mokosariniveikau là một loài thằn lằn trong họ Scincidae. Loài này được Zug & Ineich miêu tả khoa học đầu tiên năm 1995.